# Las Adjuntas, Durango
Las Adjuntas är en ort i Mexiko.   Den ligger i kommunen Topia och delstaten Durango, i den centrala delen av landet, 1 000 km nordväst om huvudstaden Mexico City. Las Adjuntas ligger 638 meter över havet och antalet invånare är 312.
Terrängen runt Las Adjuntas är varierad. Las Adjuntas ligger nere i en dal. Runt Las Adjuntas är det mycket glesbefolkat, med 4 invånare per kvadratkilometer. Las Adjuntas är det största samhället i trakten. I omgivningarna runt Las Adjuntas växer huvudsakligen savannskog.